# Carlo Ambrogio Mezzabarba
Carlo Ambrogio Mezzabarba (Pavia, 30 aprile 1685 – Lodi, 7 dicembre 1741) è stato un patriarca cattolico italiano.

## Biografia
Carlo Ambrogio Mezzabarba nacque a Pavia il 30 aprile 1685 da una famiglia della nobiltà locale.
Il 18 settembre 1719 venne nominato da Clemente XI patriarca titolare di Alessandria. Il pontefice lo inviò in Cina con poteri di legato a latere. Avrebbe dovuto definire la delicata questione dei riti cinesi, mediando tra l'imperatore Kangxi da un lato e i missionari gesuiti dall'altro. Un altro compito assegnatogli fu di promulgare ufficialmente la costituzione apostolica Ex Illa Die. Emanata nel marzo 1715, la sua pubblicazione aveva ricevuto fredda accoglienza, se non decisi ostacoli, da parte dei missionari gesuiti.
Mezzabarba fu il successore di Carlo Tommaso Maillard de Tournon (legato dal 1703 al 1707), il quale non era riuscito pienamente nel suo intento. Giunse nell'ottobre del 1720 a Canton e nel dicembre seguente a Pechino. Mezzabarba fu ricevuto in diverse udienze dall'imperatore, tra il dicembre 1720 ed il marzo 1721, in una delle quali (14 gennaio) sembrò che Kangxi avesse concesso al legato le cose che chiedeva, fondamentalmente la libertà per i cinesi che si erano fatti cristiani e il rispetto dei decreti del papa sui riti controversi. Ma nel momento in cui si volle mettere per iscritto in una relazione cronologica (il cosiddetto Diario dei Mandarini), tutto il trascorso della legazione, i missionari di Propaganda Fide (domenicani) ed i gesuiti non si trovarono d'accordo; così le ultime possibilità di una conciliazione svanirono.
Quando fu chiaro l'insuccesso della missione, che pure era iniziata con grandi speranze, il patriarca chiese congedo all'imperatore e decise di ripartire. Dopo una sosta di sette mesi a Macao, ove promulgò le cosiddette "otto permissioni" in riferimento alla questione dei riti, salpò per l'Europa nel dicembre 1721, portando con sé la salma del suo predecessore Carlo Tommaso Maillard de Tournon, morto a Macao nel 1710, giungendo a Roma nell'aprile del 1723.
Il 23 luglio 1725 venne nominato vescovo di Lodi.
Nel 1732, a Pavia, fece ricostruire la residenza di famiglia, riadattandola in uno splendido palazzo barocco (Palazzo Mezzabarba) ancora oggi ammirato per la bellezza del progetto e degli affreschi interni e che oggi ospita il municipio della città. A Lodi fece ricostruire il palazzo vescovile.
Morì a Lodi il 7 dicembre 1741.
Nel luglio 1742 papa Benedetto XIV emanò la bolla Ex Quo Singulari con cui, dopo aver abolito le otto permissioni concesse da Mezzabarba nel 1721, si impose obbedienza alle direttive papali a tutti i missionari e si pretese un giuramento in tal senso. La bolla ebbe come conseguenza l'accantonamento della controversia sui riti per circa centocinquanta anni.

## Genealogia episcopale e successione apostolica
La genealogia episcopale è:
- Cardinale Scipione Rebiba
- Cardinale Giulio Antonio Santori
- Cardinale Girolamo Bernerio, O.P.
- Arcivescovo Galeazzo Sanvitale
- Cardinale Ludovico Ludovisi
- Cardinale Luigi Caetani
- Cardinale Ulderico Carpegna
- Cardinale Paluzzo Paluzzi Altieri degli Albertoni
- Cardinale Gaspare Carpegna
- Cardinale Fabrizio Paolucci
- Patriarca Carlo Ambrogio Mezzabarba

La successione apostolica è:
- Arcivescovo Giovanni Francesco Bossi, O.F.M.Conv. (1730)